# Cisticola cinereolus
Cisticola cinereolus е вид птица от семейство Cisticolidae.

## Разпространение
Видът е разпространен в Етиопия, Кения, Сомалия, Южен Судан, Судан и Танзания.